# Grande Mosquée de Poitiers
La Grande Mosquée de Poitiers est une mosquée située à Poitiers, en France.

## Histoire
La construction débute en 2003 avec un budget de 1,5 million d'euros. La conception a été élaborée gracieusement par l'architecte bordelais Dridi Naoufel, qui a conçu également la mosquée de Massy et participé à la conception de la Grande Mosquée de Reims. Le coût total évoqué est de plus de 3,5 millions d'euros au bout de 16 ans, financé majoritairement à travers Musulmans de France.
L'imam de la Grande Mosquée et président de l'association Communauté musulmane de Poitiers, Boubaker El Hadj Amor, revendique la filiation de la mosquée à Musulmans de France (ex-UIOF), dont il est souvent présenté comme un pilier. Il dirige notamment l'IESH, l'institut chargé de la formation des imams. 
Fin 2014, l'imam s'oppose à un guide de "Prévention de la radicalisation en milieu scolaire" proposée par le Rectorat de l'académie de Poitiers. Il considère que ce document de 14 pages, présenté sous forme de powerpoint, stigmatise les musulmans et établit une confusion entre musulmans et islamistes.

## Description
La mosquée se distingue par son minaret de 22 mètres de haut.

## Controverses
Le 20 octobre 2012, le chantier de la mosquée est occupé par 76 militants identitaires qui déploient, depuis le toit de l'édifice, plusieurs banderoles dont Génération identitaire 732, en référence à la victoire de Charles Martel. Le groupuscule dénonce l'islamisation de la France. Sept d'entre eux sont mis en examen. En réponse, le recteur de la mosquée, Boubaker El Hadj Amor, organise une journée portes ouvertes le 12 janvier 2013, en présence de l'archevêque de Poitiers, Pascal Wintzer.
En décembre 2017, le tribunal de Poitiers condamne cinq des manifestants, dont Damien Rieu, pour provocation à la discrimination raciale et religieuse à un an de prison avec sursis, deux années de mise à l’épreuve, à une privation des droits civiques, civils et de famille d’une durée de cinq ans, à une amende de 10 000 € et à verser des indemnisations à hauteur de 30 000 € au titre du préjudice subi (dont 24 465 euros à la mosquée en réparation de la destruction de biens matériels). Damien Rieu fait connaître son intention de faire appel,. Les prévenus sont tous relaxés en appel .
En septembre 2019, les journalistes Christian Chesnot et Georges Malbrunot affirment que la mosquée a été financée à hauteur de 400 000 euros par la fondation Qatar Charity, accusée de promouvoir une vision de l'islam conservatrice.
Ils pointent du doigt l'appellation de "Pavé des Martyrs" pour nommer la mosquée. Boubaker El Hadj Amor déclare à un média qatari que l'appellation « Pavé des martyrs » fait référence à la bataille de Poitiers, car elle se situe sur la principale route empruntée par l'armée islamique et qui avait été recouverte de pavés par les Romains. Selon le fondateur de la mosquée "après la conquête par le sabre, nous voulons faire de ce centre islamique une nouvelle étape de la conquête musulmane mais d'une autre façon". Il déclare ensuite en France que la mosquée n'a jamais eu de nom.
Boubaker El Hadj Amor réfute l'ensemble des affirmations des deux journalistes, accusés d'escroquerie intellectuelle .